# Zoran Lopandić
Zoran Lopandic ( Bijeljina, 1959 - Bijeljina, 5 de janeiro de 2017 ) foi um dos principais e um dos comandantes de guerra  1 .Brigada de Infantaria Ligeira de Semberija, que fazia parte do Corpo da Bósnia Oriental do Exército da República Sérvia . 

## Biografia
Ele nasceu em 1959. em Dvorovi, perto de Bijeljina, onde concluiu o ensino fundamental e médio. 
Durante a Guerra da Bósnia, ele foi o capitão e comandante de guerra do 2º Batalhão da 1ª Brigada de Infantaria Ligeira de Semberija .  Ele foi posto como capitão  e mais tarde promovido  major. Ele se destacou na luta na área de Majevica e Semberija. Sua luta foi cantadas nas músicas "Heróis da primeira brigada de Semberija" pelo professor Rodoljub Vulovic, e ele o homenageou na música "Zorane, Zorane". 
Zoran Lopandic faleceu após uma doença longa e grave em 5 de janeiro de 2017 em Bijeljina . Ele foi enterrado 6. Janeiro no cemitério local na sua aldeia natal de Dvorovi .  